# Carrozzeria Scaglietti
Carrozzeria Scaglietti fue una empresa italiana de diseño de carrocerías y automóviles, activa en los años 1950. Fue fundada por Sergio Scaglietti en 1951 como un taller de reparación de automóviles, ubicado frente a Ferrari en Maranello, en las afueras de Módena, Italia, lo que propició la posterior colaboración entre las dos compañías.

## Historia
Scaglietti se ganó la confianza y el respeto de Enzo Ferrari, tanto por sus carrocerías y sus habilidades de diseño, como por acoger en su empresa al joven Alfredo "Dino" Ferrari. Su relación profesional comenzó cuando Ferrari le pidió a Scaglietti que reparara y modificara la carrocería de sus automóviles de carreras a finales de los años 1940, a lo que pronto siguieron pedidos de carrocerías completas a principios de los años 1950. Scaglietti y Dino Ferrari diseñaron un 166 MM, s/n 0050M, el primer Ferrari en tener reposacabezas. Esta característica se utilizó posteriormente en la mayoría de los Ferrari de carreras de los años 1950 y 1960. Inicialmente, Enzo despreció la idea, pero Dino la defendió y el diseño del 0050M se convirtió en un éxito general. Así, el coche se convirtió en un prototipo para la gama Monza.
A mediados de los años 1950, Scaglietti se convirtió en la Carrozzeria elegida por Ferrari para las carreras. En sus instalaciones se diseñaron y fabricaron muchos prototipos de carreras deportivas. Todos los diseñados exclusivamente por Scaglietti llevaban la insignia de Scaglietti & C., mientras que los coches construidos con diseños externos no la llevaban. El Ferrari 250 Testa Rossa de 1958 de la compañía, con sus salpicaderas pontón inspirados en la Fórmula 1, es uno de los diseños más famosos de Scaglietti. Varios de los modelos más codiciados de Ferrari, tales como el 250 California Spyder, el 250 GTO o el 250 GT Berlinetta "Tour de France", fueron construidos por Scaglietti con un diseño de Pininfarina.
Hoy en día, la antigua fábrica Scaglietti es propiedad de Ferrari y se utiliza para producir la actual línea de coches con carrocería de aluminio de Ferrari, incluidos el 488 y el F12berlinetta, utilizando modelos modernos y técnicas tradicionales. En 2002, una edición especial del 456, el 456M GT Scaglietti fue nombrada en honor a Scaglietti. A esto le siguió la introducción en 2004 del 612 Scaglietti, un coche 2+2 GT producido hasta 2010. A pesar de los nombres que honran a Scaglietti, tanto el 456 como el 612 fueron diseñados por Pininfarina.
Sergio Scaglietti murió en su casa de Módena el 20 de noviembre de 2011, a la edad de 91 años.

## Principales trabajos de Carrozzeria Scaglietti

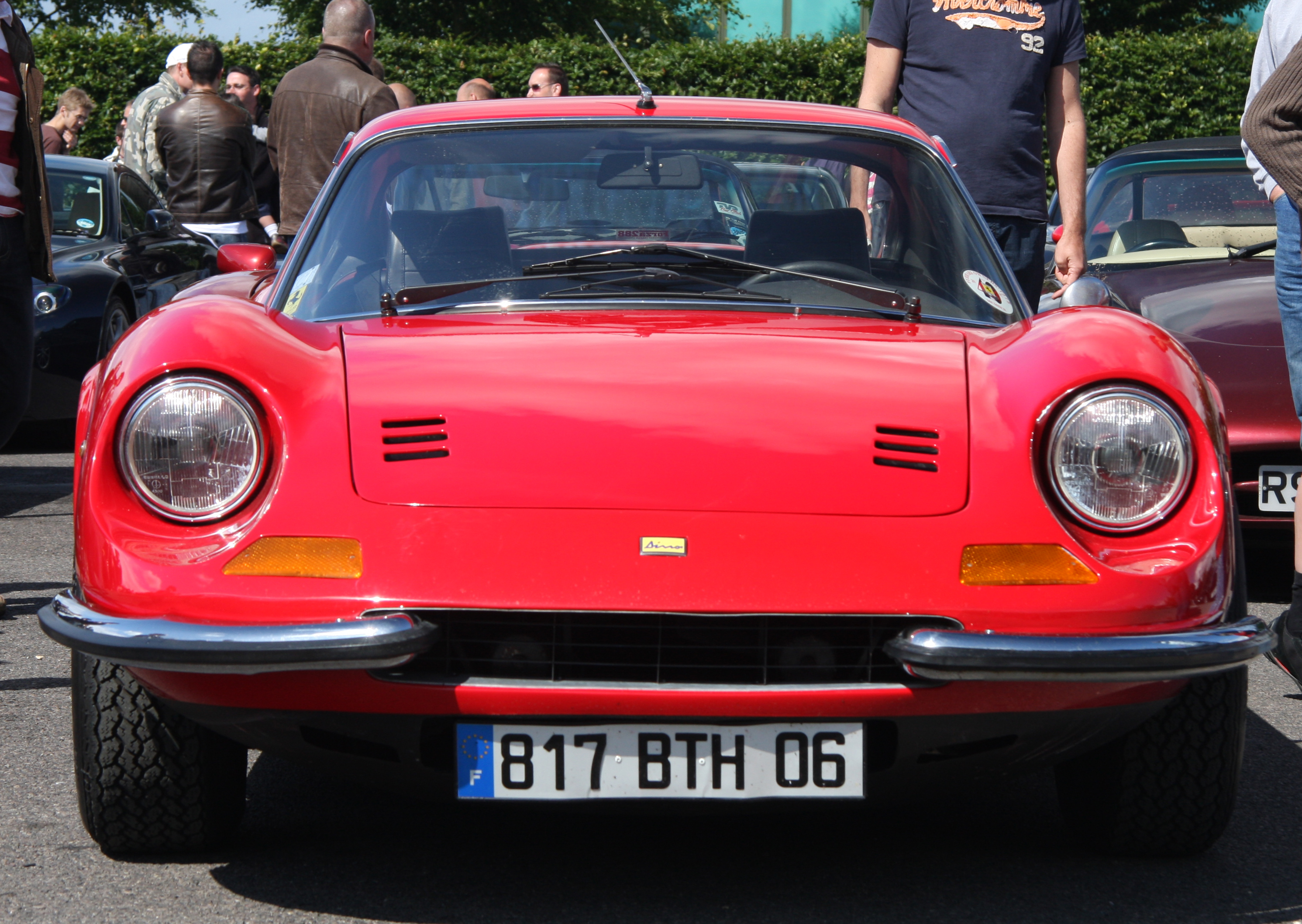
Ferrari Dino 246, última obra de Carrozzeria Scaglietti

A continuación se enumeran los principales trabajos de Carrozzeria Scaglietti, en su mayoría creados, como ya se mencionó, en colaboración con Pininfarina. Hoy en día la mayoría de estas creaciones se atribuyen inequívocamente al carrocero turinés, pero no hay que olvidar que el propio Scaglietti también hizo una contribución notable.
- Ferrari 500 Mondial
- Ferrari 750 Monza
- Ferrari 860 Monza
- Ferrari 500 Testa Rossa
- Ferrari 250 Testa Rossa
- Ferrari 250 California
- Ferrari 375 America
- Ferrari 250 GTO
- Ferrari 365 GTB/4 Daytona
- Dino 206
- Dino 246